# Episodi di Fringe (quarta stagione)
La quarta stagione della serie televisiva Fringe è stata trasmessa in prima visione assoluta negli Stati Uniti d'America da Fox dal 23 settembre 2011 all'11 maggio 2012.
In Italia la stagione è stata trasmessa in prima visione dal canale pay Steel, della piattaforma Mediaset Premium, dal 9 aprile al 25 giugno 2012; la messa in onda in chiaro è avvenuta su Italia 1 dal 6 dicembre 2012 al 18 gennaio 2013, ma in versione rieditata poiché trasmessa nella fascia pomeridiana.
In questa stagione, la sigla principale è contraddistinta dal colore ambra, ad indicare che i due universi sono collegati da un ponte. Nell'episodio 19 invece è di colore grigio in quanto le vicende si svolgono nel futuro.
| nº | Titolo originale                | Titolo italiano                                      | Prima TV USA      | Prima TV Italia |
| -- | ------------------------------- | ---------------------------------------------------- | ----------------- | --------------- |
| 1  | Neither Here Nor There          | Né di qua né di là                                   | 23 settembre 2011 | 9 aprile 2012   |
| 2  | One Night in October            | Una sera di ottobre                                  | 30 settembre 2011 | 16 aprile 2012  |
| 3  | Alone in the World              | Solo al mondo                                        | 7 ottobre 2011    | 23 aprile 2012  |
| 4  | Subject 9                       | Soggetto 9                                           | 14 ottobre 2011   | 23 aprile 2012  |
| 5  | Novation                        | Sostituzione                                         | 4 novembre 2011   | 30 aprile 2012  |
| 6  | And Those We've Left Behind     | Chi non è più con noi                                | 11 novembre 2011  | 30 aprile 2012  |
| 7  | Wallflower                      | Camaleonte                                           | 18 novembre 2011  | 7 maggio 2012   |
| 8  | Back To Where You've Never Been | Missione per due                                     | 13 gennaio 2012   | 7 maggio 2012   |
| 9  | Enemy of My Enemy               | Nemico del mio nemico                                | 20 gennaio 2012   | 14 maggio 2012  |
| 10 | Forced Perspective              | Visioni forzate                                      | 27 gennaio 2012   | 14 maggio 2012  |
| 11 | Making Angels                   | Per diventare angeli                                 | 3 febbraio 2012   | 21 maggio 2012  |
| 12 | Welcome to Westfield            | Benvenuti a Westfield                                | 10 febbraio 2012  | 21 maggio 2012  |
| 13 | A Better Human Being            | Un essere umano migliore                             | 17 febbraio 2012  | 28 maggio 2012  |
| 14 | The End of All Things           | La fine di tutto                                     | 24 febbraio 2012  | 28 maggio 2012  |
| 15 | A Short Story About Love        | Brevi amori                                          | 23 marzo 2012     | 4 giugno 2012   |
| 16 | Nothing As It Seems             | Nulla è come sembra                                  | 30 marzo 2012     | 4 giugno 2012   |
| 17 | Everything In Its Right Place   | Ogni cosa al suo posto                               | 6 aprile 2012     | 11 giugno 2012  |
| 18 | The Consultant                  | Il consulente                                        | 13 aprile 2012    | 11 giugno 2012  |
| 19 | Letters of Transit              | Lettere di transito                                  | 20 aprile 2012    | 18 giugno 2012  |
| 20 | Worlds Apart                    | A un mondo di distanza                               | 27 aprile 2012    | 18 giugno 2012  |
| 21 | Brave New World: Part I e II    | Il coraggio di un nuovo mondo, prima e seconda parte | 4 maggio 2012     | 25 giugno 2012  |
| 22 | Brave New World: Part I e II    | Il coraggio di un nuovo mondo, prima e seconda parte | 11 maggio 2012    | 25 giugno 2012  |

## Né di qua né di là
- Titolo originale: Neither Here Nor There
- Diretto da: Joe Chappelle
- Scritto da: Akiva Goldsman (soggetto); Jeff Pinkner e J. H. Wyman (soggetto e sceneggiatura)

### Trama
Dopo aver trovato un punto d'incontro, pur mantenendo il loro astio, i due universi cominciano a collaborare scambiandosi dati e informazioni su casi passati e presenti.
Intanto, Olivia segue un nuovo caso che la porta a far la conoscenza di Lincoln Lee, agente dell'FBI a lei ora sconosciuto a causa dell'intervento degli Osservatori. I due, scontrandosi su un caso che vede la morte del partner di Lee, si trovano poi a collaborare a casi analoghi di morti in condizioni sconosciute e corpi con una strana lucentezza. Sconvolto dal vedere tutte queste cose nuove, Lincoln non si lascia intimorire ma, anzi, dà ottimi consigli per trovare la giusta pista per arrivare all'assassino: tutte le vittime infatti erano affette da patologie diverse che riconoscevano la stessa causa, un'intossicazione da metalli pesanti, i quali venivano prelevati dall'assassino. Trovato poi l'ultimo indizio, Olivia e Lincoln riescono a trovare e uccidere gli assassini, ignari di essere osservati proprio da una loro vittima, miracolosamente viva.
Dopo aver esaminato i corpi, Walter e Astrid trovano uno strano congegno nei corpi delle vittime che li porta ancora di più ad avere sospetti sull'altro universo e così Olivia, accompagnata da Lincoln, porta tutti i documenti a F-Olivia, lasciando basito l'agente.
Intanto, gli Osservatori si riuniscono in quanto, nonostante la definitiva cancellazione di Peter, sembrano essere rimaste ancora tracce temporali della sua presenza: il loro compito è quello di eliminare anche le ultime reminiscenze. L'osservatore incaricato, Settembre, però, decide di non portare a termine il suo compito e lascia in vita quest'ultimo ricordo.
A caso concluso, Walter, che ora vive nel laboratorio per paura di lasciarlo, si mette a letto, sorvegliato da una guardia. Improvvisamente però, Walter comincia a urlare, in quanto nella TV vede di nuovo l'uomo visto lo stesso giorno nello specchio: è l'immagine di Peter, a lui però sconosciuto.
- Altri interpreti: Joe Flanigan (Robert Danzig), Michael Cerveris (Settembre), Michelle Krusiec (Nadine Park)
- Ascolti USA: telespettatori 3.480.000 - share 5%[2]

## Una sera di ottobre
- Titolo originale: One Night in October
- Diretto da: Brad Anderson
- Scritto da: Alison Schapker e Monica Owusu-Breen

### Trama
Uno strano caso porta i due universi a collaborare: Olivia, infatti, si trova costretta a sottostare al volere di F-Olivia e, mediante un inganno, a portare nell'altro universo il professore John, la cui versione alternativa è quella di un pericoloso serial killer che sta mietendo numerose vittime. Il piano di F-Olivia sembra andare per il meglio e John (tenuto all'oscuro sul fatto di essere stato portato nell'universo alternativo) collabora con l'FBI per risalire al serial killer, ma le cose si complicano quando, tra le vittime, lui riconosce suo padre. Sconvolto, l'uomo prova a fuggire ma di fronte a sé trova Olivia che, preoccupata per la stabilità mentale dell'uomo gli racconta tutta la verità facendo rinascere nell'uomo sentimenti di paura e terrore, soppressi per tanto tempo. John infatti, nella descrizione dell'altro se stesso, ritrova la sua violenta personalità nascosta, tenuta sotto controllo grazie all'aiuto di Marjorie, una donna che, anni prima, riuscì a salvarlo dall'oscurità e dalla furia del padre. Nonostante le parole di entrambe le Olivia, John decide di aiutare di persona la sua nemesi e fugge per recarsi da lui. Colti alla sprovvista, solo grazie alle grandi capacità di Olivia gli agenti dell'universo parallelo riescono a trovare John, ma troppo tardi: avendo sottratto con uno strano macchinario la personalità e i ricordi dell'altro John, l'uomo preferisce uccidersi piuttosto che vivere con il ricordo dei suoi omicidi. Concluso il caso, ognuno torna nel proprio universo ma John, ricoverato in ospedale, ha perso la memoria riguardo alle due ultime settimane e, inoltre, non ricorda chi sia la donna che lo aiutò anni prima, ma solo i suoi insegnamenti, scolpiti nella sua anima.
Walter intanto, dopo aver oscurato tutto ciò che potesse riflettere e mostrare la figura di quell'uomo, prova a dormire quando all'improvviso una voce comincia a chiamarlo e a chiedergli aiuto, senza naturalmente riconoscere che è quella di Peter.
- Nota: Sul finire dell'episodio, mentre Broyles e Olivia escono dalla stanza di John e parlano del caso, si può notare alle loro spalle, in fondo al corridoio, sfocato ma riconoscibile, la figura di un Osservatore.

- Altri interpreti: John Pyper-Ferguson (John McClennan)

## Solo al mondo
- Titolo originale: Alone in the World
- Diretto da: Miguel Sapochnik
- Scritto da: David Fury

### Trama
Aaron, un bambino di dieci anni, viene inseguito e aggredito da due dodicenni che lo bullizzano; riesce miracolosamente a salvarsi con l'aiuto di una strana presenza che uccide i due bulli. La sezione Fringe viene coinvolta al caso: Walter comincia ad analizzare uno dei corpi ipotizzando che, a causare la morte così precoce, possa essere stato un fungo. Walter riesce a evitare il peggio e a rinchiudere il corpo prima che esploda, con conseguente diffusione delle spore nell'aria. L'intera squadra inizia così le procedure per distruggere il fungo, quando Aaron, improvvisamente, comincia a stare male facendo così capire a Walter che, in qualche modo, il fungo e il ragazzo sono empaticamente collegati. Scioccati dalla cosa, Walter e Astrid cercano una soluzione per permettere ad Aaron di vivere separato dal fungo ma, proprio mentre Bishop sta cercando un modo, Broyles si trova costretto a intervenire a causa di un altro attacco, non preoccupandosi della salute del bambino. Il piano di eliminazione sta prendendo luogo quando però qualcosa va storto: l'organismo reagisce attaccando sia un agente, sia lo stesso Lincoln. In quello stesso istante, al laboratorio, Walter capisce finalmente come fare per salvare il ragazzo e, con un tentativo disperato, riesce a portare a termine il suo piano e a salvare sia Aaron sia Lincoln, e a sconfiggere l'organismo.
La giornata è finita e Aaron è ora guarito e nelle mani dei dottori quando Walter, rimasto solo, decide di ricorrere a un tentativo estremo per far smettere le allucinazioni. In quello stesso istante, entra in laboratorio Olivia che lo ferma e, parlando, i due scoprono di avere la stessa visione riguardante quel giovane ragazzo a loro sconosciuto (Peter).
- Altri interpreti: Evan Bird (Aaron Sneddon), William Sadler (Dott. Sumner)

## Soggetto 9
- Titolo originale: Subject 9
- Diretto da: Joe Chappelle
- Scritto da: Jeff Pinkner, J. H. Wyman e Akiva Goldsman

### Trama
Olivia si risveglia in camera sua a causa di una strana energia che, come poco dopo mostrerà a Walter, oltre ad aver attirato tutti gli oggetti metallici a sé, le ha lasciato una strana bruciatura sul polso. Mentre Olivia è con Astrid, Walter, che intanto è alle prese con un metodo per immortalare l'immagine del ragazzo visto sia da lui che da Olivia, trova una lettera dell'istituto psichiatrico sulla quale l'ultima parola spetta alla donna. Spinto dalla paura di essere nuovamente internato e da uno strano avvenimento legato alla seconda apparizione dell'energia, Walter decide di uscire dal laboratorio e andare con Olivia a cercare Cameron, uno dei bambini che anni prima fu sottoposto agli esperimenti insieme a Olivia. Giunti in casa del ragazzo, trovano la posta indirizzata a un altro ragazzo e decidono di ripassare l'indomani, ma la sera stessa i due hanno nuovamente un faccia-a-faccia con la forma di energia.
Trovato Cameron, che ora si fa chiamare Mark, dopo un primo incontro turbolento, Walter e Olivia scoprono che non è lui la causa dell'energia, ma che in compenso è in grado di contrastarla. I tre pertanto si recano vicino a una sorgente di energia dove, come previsto, l'energia si presenta nuovamente a Olivia. Mentre Mark prova a contrastarla Olivia riconosce nell'energia Peter, il ragazzo da lei visto, e così interrompe Mark, permettendo a Peter di ricomparire nel lago Reiden sotto gli occhi di un Osservatore.
Broyles convoca in ospedale Olivia e Walter per informarli del fatto che questo ragazzo conosce i segreti più nascosti della Divisione e che continua a cercare Olivia. Così, mentre Walter scopre che non verrà nuovamente internato, Olivia va dal ragazzo che, felice di vederla, scopre suo malgrado che Olivia non ricorda chi sia.
- Altri interpreti: Chadwick Boseman (Cameron James)

## Sostituzione
- Titolo originale: Novation
- Diretto da: Paul Holahan
- Scritto da: J. R. Orci e Graham Roland

### Trama
Mentre Peter non riesce a convincere Walter, Olivia e Lee si ritrovano sul caso dei mutaforma che, questa volta, vede coinvolto un ex dipendente della Massive Dynamic, il dottor Truss, rapito da Nadine, una mutaforma in cerca di una formula che riesca a sintetizzare le cellule e a stabilizzarle. Mentre le ricerche si trovano a un punto morto, Peter riesce a farsi ascoltare e a convincere Broyles delle sue capacità in modo da collaborare con loro. Grazie al suo aiuto, l'FBI scopre nuove informazioni fondamentali sui mutaforma e, inoltre, riesce a localizzare Nadine, la quale nel frattempo è riuscita a far sintetizzare la formula al dottore. Arrivati sul posto però, Nadine, prendendo le sembianze di una guardia, riesce a fuggire e il dottore racconta a Olivia tutto ciò che aveva visto.
Walter intanto, sconvolto dalle parole di Peter, e dall'aver riconosciuto in lui gli occhi di suo figlio, dopo aver parlato con Nina, decide di tornare da lui e, dopo avergli fatto capire di sapere di essere suo padre lo informa che, non meritandosi un'ulteriore possibilità, non può aiutarlo nel suo intento.
Alla stazione di Boston intanto, Nadine, grazie alla macchina da scrivere, riesce a contattare l'altro universo e, dopo averli informati riguardo al successo ottenuto, riceve la risposta desiderata: si stanno mobilitando per inviare altri mutaforma.
- Altri interpreti: Arye Gross (Malcolm Truss), Michelle Krusiec (Nadine Park)

## Chi non è più con noi
- Titolo originale: And Those We've Left Behind
- Diretto da: Brad Anderson
- Scritto da: Robert Chiappetta e Glen Whitman

### Trama
Uno strano incendio in una casa che, a quanto pare, ha proiettato il palazzo indietro nel tempo di quattro anni, coinvolge la Divisione Fringe che, questa volta, ha bisogno dell'aiuto di Peter, considerato la causa di questi salti temporali. Questi strani eventi cominciano a diffondersi in varie città e, durante un'indagine, Peter viene coinvolto da questi spazi temporali tanto da fargli capire che, dietro tutto, non c'è lui, bensì il lavoro di qualche altra persona. Non trovando aiuto in Walter, che non vuole farsi coinvolgere da Peter, il ragazzo comincia le sue indagini da solo, aiutato da Olivia e da Lincoln. Le loro ricerche, però, si fermano sempre allo stesso punto fino a quando, lasciandosi coinvolgere, Walter trova il modo per localizzare la possibile fonte di questi salti temporali.
In una casa nei pressi di Brooklyn, il signor Raymond sta aiutando sua moglie Kate a risolvere una difficile equazione. Pochi secondi dopo, un salto temporale riporta la casa nel presente: la donna è seduta in camera affetta da Alzheimer che le impedisce anche di riconoscere il suo stesso marito. L'uomo, per l'amore della moglie, ha quindi costruito una macchina basata sull'equazione della stessa per poter così stabilizzare l'anno in cui Kate stava bene.
Giunti sul posto, Peter cerca di capire se, in qualche modo, nelle visioni avute sia da Walter sia da Olivia, c'era una reminiscenza dei loro rapporti e, subito dopo, viene nuovamente coinvolto nel caso: la casa di Raymond e Kate è stata individuata come causa dei salti temporali, e per entrarvi è necessario un macchinario costruito da Walter (gabbia di Faraday) che, grazie alle sue conoscenze, solo Peter può usare senza problemi. Così, mentre Peter entra in casa, Walter assiste alla scena dal suo laboratorio e Lincoln cerca di evitare un altro imminente disastro; Raymond mostra la sua creazione a Kate, sconvolta di quanto il marito abbia costruito. In quel momento arriva Peter, che, dopo essere stato tramortito dall'uomo, riesce poi a raggiungere un patto con lui per fargli spegnere la macchina, dopo che Kate ha concluso finalmente la sua equazione. Tutto è ora tornato nella norma e Raymond, prima di essere portato in centrale per delle domande, scopre che Kate invece di completare l'equazione, cancellò tutto quanto scoperto fino a quel momento per evitare nuove ripercussioni.
Tornati in centrale, Peter parla con Broyles confessandogli che, sicuramente, dietro tutto c'era davvero il suo ritorno e che ha capito che non è quello il suo posto. Broyles, capendo che il ragazzo non è una minaccia, gli concede di trasferirsi nella casa che Walter ha nel campus e, una volta arrivato lì accompagnato da Olivia, Peter conferma alla donna che, nel suo tempo, tra loro due c'è qualcosa di importante e che, ora, farà di tutto per tornare dalla sua Olivia.
- Altri interpreti: Stephen Root (Raymond), Romy Rosemont (Kate), Victoria Bidewell (Anne)

## Camaleonte
- Titolo originale: Wallflower
- Diretto da: Anthony Hemingway
- Scritto da: Matthew Pitts e Justin Doble

### Trama
Mentre Peter cerca un modo per tornare nella sua linea temporale, Olivia e la Divisione Fringe seguono uno strano caso: dei corpi sono stati trovati senza vita e senza melanina. Le prime indagini di Walter conducono a strani risultati ma, grazie alle ricerche di Astrid, riescono a risalire a un nome, "Neonato Bryant" che, però, morì ventidue anni prima, quattro giorni dopo la nascita. Olivia e Lincoln, seguendo la pista, si recano nell'ospedale di nascita dove scoprono che, quel piccolo, nacque con una malattia rara congenita e che, dopo la sua morte, fu affidato a una corporazione che risulta essere collegata con la Dynamic. Seguendo su questa pista, Olivia e Lincoln vanno da Nina che conferma loro l'esistenza di un caso e che Diogene, così venne chiamato il bambino, fu curato e poi sfruttato dall'esercito grazie alla sua invisibilità. Su questa base e grazie all'aiuto di Walter, Broyles pianifica un piano d'azione per catturare Diogene. Durante le ricerche, Olivia si imbatte nel ragazzo il quale le fa capire il perché delle sue azioni.
L'indomani però, il ragazzo, come previsto, muore a causa del suo tentativo di guarirsi mentre Olivia, cercando di curare i suoi mal di testa, prova a dare un appuntamento a Lincoln per mandare avanti la sua vita. Poco prima di uscire però, Olivia viene misteriosamente drogata e le viene iniettato il Cortexiphan, tutto sotto la supervisione di Nina.
- Altri interpreti: Tobias Segal (Eugene Bryant), Monte Markham (Dott. Blake West), Nancy Sivak (Jaffe)

## Missione per due
- Titolo originale: Back To Where You've Never Been
- Diretto da: Jeannot Szwarc
- Scritto da: J. J. Abrams e Alex Kurtzman

### Trama
Peter si rende conto che l'unico modo per tornare nella sua linea temporale è farsi aiutare da Walter e, dopo aver constatato che il Walter di quell'universo non è disposto ad aiutarlo, grazie all'aiuto di Olivia e di Lincoln riesce ad attraversare gli universi per andare da Walternativo.
Nell'altro universo intanto, Olivia e Lee si imbattono nel loro primo mutaforma mentre Walternativo decide di tener fuori la Divisione Fringe dal caso.
Arrivati nell'altro universo, Lee, fingendosi l'agente Lincoln, avrebbe dovuto condurre Peter da Walternativo ma il piano finisce per saltare e i due vengono arrestati. Durante il tragitto però, uno dei due agenti riceve una chiamata e, dopo aver ucciso il suo collega, prova a uccidere anche Peter e Lee che riescono a fuggire. L'agente Lee però, viene preso e, dopo aver insospettito Olivia con la sua versione dei fatti, viene messo sotto custodia.
Peter è invece andato a casa di Walter dove Elizabeth lo riconosce e decide di aiutarlo facendolo scortare da Walter. I due riescono finalmente a parlarsi e, prima di accettare di aiutare Peter, Walter gli affida il compito di portare un messaggio per l'altro universo: non è lui il mandante dei mutaforma. Qualcuno sta agendo alle loro spalle e sta mettendo a repentaglio l'equilibrio di entrambi gli universi.
In quell'istante, Olivia e Lee vanno da Broyles per informarlo dei fatti e metterlo al corrente delle loro indagini. Liquidati i due, Broyles fa una chiamata per informare l'interlocutore che i due agenti stanno andando da lui: dall'altro capo del telefono c'è David Robert Jones, circondato da mutaforma in via di creazione.
Nell'altro universo intanto, Olivia sta aspettando il ritorno di Lee e Peter quando riceve la visita di uno strano uomo: è l'Osservatore Settembre che, ferito gravemente, confessa a Olivia di aver visto tutti i suoi possibili futuri, ma che in ognuno la fine è sempre la stessa: lei deve morire.
- Altri interpreti: Orla Brady (Elizabeth Bishop), Michael Cerveris (Settembre), Jared Harris (David Robert Jones), Daren A. Herbert (Sgt. Kane), Ryan Mcdonald (Brandon Fayette)

## Nemico del mio nemico
- Titolo originale: Enemy of My Enemy
- Diretto da: Joe Chappelle
- Scritto da: Monica Owusu-Breen e Alison Schapker

### Trama
Mentre Olivia deve fare i conti con Broyles riguardo al "viaggio" di Lee e Peter nell'altro universo, dall'altro lato F-Olivia e (B)-Lee arrivano al capanno di Robert Jones dove, dopo aver ucciso un suo mutaforma, si fa portare in centrale. Intanto, Broyles sta per andare da Lee (il quale era stato chiuso in un ripostiglio) con l'intento di liquidarlo, ma viene fermato dall'arrivo di Peter e Walternativo. Nel frattempo Jones viene condotto in centrale. Peter, preoccupato, rimane perché ritiene di poter essere d'aiuto (infatti lo aveva già affrontato nel suo universo). Durante l'interrogatorio con Broyles, Jones appare reticente e ambiguo e minaccia la divisione Fringe di compiere una strage se non sarà liberato e se non gli verrà consegnato un hard disk contenente dei dati preziosi. L'uomo non mente: una sua complice uccide molte persone in un ospedale e Peter, visto il fatto, decide di intervenire per aiutare la Divisione Fringe. Dopo averlo interrogato e messo alle strette con tutte le informazioni che possiede, Peter è costretto a sottostare al volere di Robert che minacciava altre stragi così Walternativo lo fa rilasciare mettendo però nel suo tè un tracciante chimico così da poterlo seguire. Le cose però non vanno come pianificato: Jones infatti, sembra essere a conoscenza del piano della Divisione Fringe e riesce a eluderli e a fuggire, sotto gli occhi di Broyles che non lo ferma. Intanto dalla sede centrale, Peter riesce a capire i movimenti di Jones grazie anche ai dati contenuti dall'hard disk che si rivelano una serie di mappe: Jones sembra infatti essere diretto a una cava per poter prendere un minerale che, lavorato, gli renderà possibile il passaggio da un universo all'altro. F-Olivia, (B)-Lee e tutti gli agenti, si recano alla cava ma, una volta lì, Peter si rende conto che quello è il posto sbagliato: la cava della mappa appartiene all'altro universo. Corsi dal lato giusto, ora tutti collaborano per cercare di prendere Jones il quale, però, riesce a fuggire attraverso un varco dimensionale rischiando anche di uccidere Olivia: la donna infatti, nonostante gli avvertimenti di Peter lo insegue, riuscendo però a frenare in tempo con la sua auto evitando così che il varco dimensionale la tagliasse a metà chiudendosi.
Ora, le forze dei due universi devono unirsi per combattere il nuovo nemico comune e Peter, decidendo di aiutarli, li informa di poter essere la loro arma segreta.
Intanto Walter riceve la visita di Elizabeth dell'altro universo la quale lo fa ragionare riguardo al passato e alle sorti di Peter, esortandolo ad aiutare il ragazzo. Così la sera, Walter decide di andare da Peter e comunicargli di volerlo aiutare per tornare nella sua linea temporale.
Jones, intanto, è libero e con la macchina da scrivere invia un messaggio dicendo che la prima parte del piano è conclusa. A dargli ordini per la seconda parte riguardante Olivia, dall'altro lato della macchina da scrivere, c'è Nina Sharp.
- Altri interpreti: Orla Brady (Elizabeth Bishop), Michelle Krusiec (Nadine Park), Jared Harris (David Robert Jones)

- Nota: Per sfuggire al tracciamento Jones inizia a regalare ai passanti delle banconote che contengono lo stesso prodotto chimico in modo da eludere i controlli. L'agente Lee esce dall'auto e si dirige tra la folla per cercare di arrestarlo. Alle spalle dell'uomo si nota chiaramente passare un Osservatore.

## Visioni forzate
- Titolo originale: Forced Perspective
- Diretto da: David Solomon
- Scritto da: Ethan Gross

### Trama
Una ragazza, Emily Mallun, sta disegnando quando, avvicinandosi a un uomo, gli consegna un suo disegno che rappresenta la sua morte: il fatto poco dopo si avvera. Il caso, distraendo Olivia dalla sua ricerca riguardante l'uomo del teatro, coinvolge subito la Divisione Fringe che, grazie alle telecamere e alle testimonianze, riesce a risalire alla ragazza. Inizialmente bloccata dal padre, Emily acconsente in segreto di incontrare Olivia che, intanto, è andata a parlare con Nina riguardo ai test fatti proprio sulla ragazza dalla Massive Dynamics, che voleva studiarne le capacità. Portata Emily nel laboratorio di Walter, l'uomo scopre una particolarità nel suo cervello che le permette di vivere in anticipo degli avvenimenti. Grazie all'aiuto poi di Peter, Walter acconsente di sottoporre all'ipnosi la ragazza per risalire a un altro suo disegno: grazie a ciò, Olivia e la Divisione Fringe, scoprono che il prossimo incidente disegnato da Emily, si svolgerà in un tribunale per mano del signor Duncan. Arrivati sul posto, gli agenti si dividono e, mentre Peter si reca con Lincoln sul luogo della bomba, Olivia è nell'edificio a cercare l'uomo. Quando, però, il detonatore di Duncan non attiva la bomba, disinnescata grazie a uno stratagemma di Peter, Olivia si trova di fronte l'uomo pronto a farsi esplodere. Grazie alle sue parole però, tutto finisce per il meglio.
Emily intanto, si è allontanata da casa pronta ad affrontare la propria dipartita, poiché ha disegnato la sua stessa morte. Olivia la raggiunge insieme al padre della ragazza, solo per assistere impotenti alla sua morte in seguito a un ictus, causato dal sovraccarico di elettricità cerebrale dovuta al suo potere.
La giornata è finita e Olivia è nel laboratorio quando incontra Peter che, vedendo delle foto, le parla degli Osservatori e di come le loro predizioni siano sempre esatte e inalterabili.
Sconvolta dalle parole di Peter, Olivia torna a casa dove riceve la visita di Nina, ignara del fatto che, fuori, un Osservatore la sta spiando.
- Altri interpreti: Alexis Raich (Emily Mallum), Currie Graham (Jim Mallum)

## Per diventare angeli
- Titolo originale: Making Angels
- Diretto da: Charles Beeson
- Scritto da: Akiva Goldsman, J. H. Wyman e Jeff Pinkner

### Trama
Un uomo è appena uscito dallo studio del medico che gli preannuncia la possibilità di avere un cancro maligno quando, alla fermata dell'autobus, incontra un uomo che dopo avergli parlato pacatamente del fatto che non ha alcuna speranza di sopravvivere alla malattia, lo uccide. Intanto al laboratorio di Walter è arrivata Astrid dell'altro universo che, dopo aver incontrato la sua "gemella", le confessa di essere turbata per la morte del padre. Si scopre che l'Astrid alternativa soffre di un lieve caso di autismo che la rende impareggiabile nel lavoro per calcolare probabilità e percentuali ma che le impedisce di rapportarsi normalmente con le altre persone.
Accolta bene da Walter e dall'altra Astrid, decide di rimanere e collaborare allo strano caso dell'uomo morto. Il caso infatti, attira l'attenzione della Divisione Fringe a causa delle lacrime di sangue uscenti dagli occhi della vittima che fanno pensare a un antichissimo veleno egiziano che porta alla morte senza alcuna sofferenza. Intanto anche un'altra donna, dopo aver comprato una bottiglia di whisky, incontra l'uomo misterioso che le annuncia che da lì a pochi giorni morirà in un incidente stradale uccidendo anche altre persone. Poi la uccide con il veleno.
Al caso partecipa anche Peter che ora è diventato il partner di Olivia. Al laboratorio intanto, Walter deve combattere con i suoi sentimenti per Peter e per F-Olivia, giunta per portare indietro la sua Astrid. Proprio grazie a F-Olivia, la Divisione Fringe scopre un collegamento tra le vittime, e un superstite, Jared Colin, che è riuscito a scappare dall'uomo finendo per essere investito da un'auto e che ora si trova paralizzato in un letto di ospedale, proprio come aveva preannunciato il killer prima di cercare di ucciderlo. L'uomo, infine, individuato in tale Neil, lavora all'aeroporto ed è un ex professore del MIT che, dopo aver trovato in qualche modo la formula per appiattire la linea spazio temporale e quindi poter vedere sia il passato che il futuro, si è licenziato dall'università. Walter ha capito che l'uomo, riuscendo a prevedere i fatti futuri, si sente come un dio misericordioso che agisce per eliminare le persone che sarebbero comunque morte da lì a pochi giorni, ma in maniera molto dolorosa. Peter e Olivia intanto, scoprono che Neil ha una casa sul lago Reiden, lo stesso dove Peter è ricomparso in questa linea temporale e dove fu portato da Walter nel 1985, e fu salvato da un Osservatore, ricordo che gli fa pensare che proprio un Osservatore sia alle spalle degli avvenimenti.
Arrivati alla casa dell'uomo, scoprono che Neil si trova a casa della madre e, una volta arrivati lì, l'uomo spara a Olivia che finisce per ucciderlo. La giornata è finita e F-Olivia e Astrid tornano nel loro universo, dopo che la prima è riuscita a far ricredere Walter sul suo conto, e che l'Astrid dell'altra dimensione fa riflettere Walter sulla possibilità di amare Peter come fosse suo figlio e vivere felice. A casa della madre di Neil intanto, due Osservatori trovano l'oggetto usato da Neil per appiattire la linea dello spazio tempo e che, come pensavano entrambi, appartiene a Settembre; inoltre uno dei due comunica all'altro che l'Osservatore non ha rispettato i piani e che Peter Bishop è tornato.
- Altri interpreti: Chin Han (Neil Chung), G. Michael Gray (Jared Colin), Adrian Hough (Professore MIT), Blu Mankuma (Stephen Farnsworth)

## Benvenuti a Westfield
- Titolo originale: Welcome to Westfield
- Diretto da: David Straiton
- Scritto da: J. R. Orci e Graham Roland

### Trama
Mentre Walter e Peter fanno progressi con la macchina e Olivia fa degli strani sogni e i suoi ricordi sembrano mostrarle la realtà dell'Olivia di Peter, nei pressi della cittadina di Westfield qualcosa di strano accade alle auto: improvvisamente smettono di funzionare e un aereo, avendo perso il controllo della navigazione, precipita uccidendo tutti i passeggeri.
Viste le anomalie, la Divisione Fringe si reca sul posto e, dopo i primi accertamenti, Olivia, Peter e Walter, che ha lasciato finalmente il suo laboratorio, si recano a Westfield dove Walter ha sentito facciano un'ottima torta al rabarbaro. Una volta lì, però, i tre notano subito qualcosa che non va: Olivia non riesce a telefonare, Peter trova un uomo ferito gravemente in un ripostiglio mentre Walter viene aggredito dal cameriere. Dopo l'intervento di Olivia, i tre cercano di portare Cliff, l'uomo ferito, in ospedale ma qualcosa glielo impedisce: non riescono a lasciare la città, continuando a girare intorno.
Giunti nella stazione di polizia per aiutare Cliff, i tre scoprono dal racconto dell'uomo che qualcosa, come una schizofrenia generale, ha colpito quasi tutti gli abitanti. Walter, analizzando una delle vittime, scopre che il corpo ha due iridi nello stesso occhio, facendogli sospettare che c'entri qualcosa l'altro universo. Il fenomeno sembra non colpire alcuni cittadini riuniti nel liceo, che sono immuni perché i loro doppi, grazie a scelte diverse, si trovano altrove. Olivia confessa a Peter di provare gli stessi sintomi delle persone descritte da Cliff, poiché le sembra di avere un'altra persona in testa.
Arrivati al liceo, dopo alcune analisi, Walter rassicura Olivia di non essere malata (in realtà lei sta iniziando ad avere ricordi di lei e Peter insieme, e dei casi che hanno affrontato insieme) e informa lei e a Peter di aver capito cosa sta succedendo: la città di Westifield si sta unendo con la sua rispettiva dell'altro universo.
Dopo un iniziale sconforto, Walter riesce a trovare una soluzione: spostare i superstiti nell'occhio del ciclone del cambiamento, l'unico posto che non verrà inghiottito dall'unione tra le città. Arrivati per un pelo sul posto, Walter, Peter e Olivia riescono a salvarsi e a salvare i superstiti, messi poi al sicuro dall'arrivo di Broyles, che informa la Dunham che intorno alla cittadina c'erano degli strani dispositivi e che probabilmente il responsabile è David Robert Jones.
La giornata è finita e Peter saluta Walter per poi passare a trovare Olivia. Una volta arrivato a casa da lei, però, la ragazza si comporta con lui come se fossero fidanzati e la cosa lascia Peter turbato e sorpreso perché non comprende cosa stia succedendo.
- Altri interpreti: Tim Kelleher (Cliff Hayes)

## Un essere umano migliore
- Titolo originale: A Better Human Being
- Diretto da: Joe Chappelle
- Scritto da: Glen Whitman e Robert Chiappetta (soggetto); Alison Schapker e Monica Owusu-Breen (sceneggiatura)

### Trama
Tre uomini stanno compiendo un omicidio mentre in un ospedale psichiatrico un paziente, Sean, sta vivendo l'omicidio in prima persona. L'indomani, un'infermiera, ascoltando la notizia al telegiornale, chiama la polizia riferendo il comportamento del ragazzo e, essendo un caso unico, la Divisione Fringe entra in azione. Durante le indagini, Olivia ha delle strane visioni che le fanno rivivere i momenti passati insieme con Peter (casi delle precedenti stagioni) ma che comunque non influiscono sul suo lavoro. Dopo una prima osservazione al caso, e a Sean, Walter conviene che le voci sentite dal ragazzo sono reali e così, in accordo con lui, gli sospende le cure per cercare di capire meglio cosa stia succedendo.
La sera, Olivia decide di andare da Peter il quale, sconvolto, ascolta le parole e le descrizioni della ragazza: ha i ricordi della sua Olivia. L'indomani, preoccupato, Peter fa analizzare Olivia da Walter il quale pensa che la ragazza stia creando un legame empatico con lui, ovvero che Peter stia proiettando su di lei senza volerlo i suoi ricordi in modo tale da farla divenire uguale alla sua Olivia; un po' come era successo con le persone di Westfield. Lincoln segue la pista fornita da Sean e scopre delle prove dell'omicidio che rendono veritiera la deposizione del ragazzo. Walter, intanto, riesce a ipotizzare che gli assassini siano fratelli di Sean. Così, insieme a Lincoln, Olivia va dalla madre del ragazzo la quale confessa loro che Sean è nato grazie all'inseminazione, effettuata da Frank. Rintracciato il dottor Frank, Olivia va da lui insieme a Peter e, insieme, scoprono che l'uomo, donatore lui stesso, aveva manipolato gli embrioni per costruire un essere umano migliore (da qui il titolo). Grazie poi alle indicazioni del dottore, Olivia e Peter si recano al suo deposito dove, grazie ad alcune descrizioni della ragazza, Peter capisce che i suoi non sono ricordi legati alla loro empatia.
Nello stesso momento, Astrid è con Sean che, sentendo delle voci, riesce a far avvertire i colleghi del pericolo che stanno correndo: Peter e Olivia, infatti, vengono attaccati dai fratelli di Sean ma riescono a prendere e arrestare i ragazzi.
Nello stesso attimo, però, altri due ragazzi si recano dal dottor Frank per ucciderlo, riuscendoci.
In laboratorio, Walter ha i risultati dei test fatti su Olivia e, con Lincoln, si reca da Nina Sharp: nel sangue di Olivia vi sono infatti alte dosi di Cortexiphan. La donna, preoccupata, porta i due nel caveau, dove gli apparenti campioni di Cortexiphan risultano essere stati sostituiti.
Peter e Olivia stanno tornando ognuno alle rispettive case quando si fermano a una stazione di servizio. Parlando, Peter confessa alla donna di aver paura ma di riconoscere nei suoi occhi la sua Olivia, baciando così la sua ritrovata metà. Scesa un attimo per andare in bagno, Olivia tarda a tornare, e così, Peter scende per andarla a cercare, ma la ragazza non c'è: Olivia è stata rapita e si risveglia in una stanza legata di fronte a Nina, prigioniera anche lei.
- Altri interpreti: John Aylward (dott. Owen Frank), Harrison Thomas (Sean Keenan), Sandra Ferens (Mrs. Keenan), Allison Hossack (Bernadette)

## La fine di tutto
- Titolo originale: The End of All Things
- Diretto da: Jeff Hunt
- Scritto da: David Fury

### Trama
Imprigionate, Nina racconta a Olivia di come abbia passato gli ultimi tempi in quella stanza, convincendo la ragazza che, in tutto questo tempo, la Nina che entrava in casa sua e le parlava non era la vera lei. Proprio in quel momento, entra nella stanza Robert Jones che, informando Olivia di tutto, la mette alla prova cominciando a torturare Nina per riuscire a riattivare i suoi ricordi. Non riuscendo, però, Olivia prova a parlare con Nina per far riemergere i suoi ricordi e confessarle che, in precedenza, solo Peter era riuscito ad attivarla. In quell'istante, Nina ha un malore, e, portata fuori, la donna si alza informando Jones della conversazione avuta con la ragazza.
Nel frattempo, Peter ha mobilitato Broyles per ritrovare Olivia il quale, insieme a Lincoln, sta tentando di far parlare Nina.
Intanto, dopo aver trovato una telecamera nascosta in casa di Olivia, Peter cerca di risalire alle immagini registrate quando improvvisamente, nel laboratorio, appare sanguinante e ferito Settembre, che riesce solo a dirgli che Olivia ha bisogno di lui. Non sapendo cosa fare, Peter riesce a convincere Walter a farlo entrare nella mente di Settembre e, una volta qui, riesce a parlare con lui che gli racconta di come abbia tentato di rimediare ai suoi errori, ma, a causa della nascita di suo figlio dalla Olivia sbagliata, anche in quell'occasione fallì. Gli racconta inoltre che, dopo essere sparito in seguito alla sua entrata nella macchina, anche suo figlio sparì con lui e come, a causa della sua riapparizione, soltanto un figlio con Olivia, quella giusta, potrebbe sistemare tutto. Prima di mandare via Peter, Settembre gli dice di andare a casa e, in quel momento, Peter si risveglia vedendo la sparizione del corpo di Settembre sotto i suoi occhi. Pur non capendo il senso delle parole di Settembre, Peter segue le sue parole e si reca a casa dove viene sorpreso e catturato dagli uomini di Jones che lo portano da Olivia. Vedendo il ragazzo sotto minaccia, Olivia riesce ad "attivarsi" e, dopo aver informato Nina di sapere che lei non è la vera Nina, riesce a far esplodere alcune luci e a far correre fuori Nina e Jones. Salvato Peter, i due tentano di uscire e, nonostante alcune ricadute della ragazza, Olivia e Peter si trovano faccia a faccia con Nina e Jones che, nonostante gli spari, riesce ad attraversare il portale e tornare nell'altro universo.
Una volta fuori, Peter chiama i soccorsi e, nonostante le parole di Olivia, la informa che deve tornare dalla sua Olivia: deve tornare a casa.
- Altri interpreti: Michael Cerveris (Settembre), Jared Harris (David Robert Jones), Monte Markham (Leland Spivey)

## Brevi amori
- Titolo originale: A Short Story About Love
- Diretto da: J. H. Wyman
- Scritto da: J. H. Wyman e Graham Roland

### Trama
La Divisione Fringe si trova a indagare riguardo alla morte di alcune donne per mano del marito, defunto anch'egli. Grazie all'aiuto di Walter, scoprono che l'assassino prima di uccidere le proprie vittime le attrae a sé con i feromoni presi dai corpi dei mariti dopo averli essiccati. Come ipotesi, Walter, supportato da Olivia, pensa che l'assassino stia cercando l'elisir dell'amore. Risalendo ad alcuni elementi chimici dei profumi, la Divisione Fringe arriva al signor Carr, licenziato poco prima proprio da una fabbrica di profumi. Riuscendo a scoprire il suo indirizzo, però, Olivia e Lincoln arrivano quando Carr ha già ucciso un uomo. Per evitare un altro omicidio, Olivia e la sua squadra corre a casa della moglie, dove però scopre che il marito aveva un'amante: in quell'istante, Carr si trova da lei e sta per ucciderla, se non fosse per il repentino intervento di Olivia che riesce a salvare la donna e ad arrestare l'uomo, il quale, parlando proprio con Olivia, le confessa che il suo intento era quello di dare amore all'umanità, amore che lei possiede già.
Walter, intanto, riesce a fermare Peter che, per allontanarsi da Olivia, decide di andare a New York. Tornato in laboratorio, però, Peter, insieme a Walter, scopre che l'Osservatore ha lasciato qualcosa nel suo occhio, e, dopo un'analisi, scoprono che è una sorta di lente con su scritto un indirizzo. Spinto dalla curiosità, Peter si reca in quel posto dove, con sorpresa, scopre si tratta proprio della casa dell'Osservatore. Curiosando, trova una valigetta con una sorta di bussola che comincia a seguire. Arrivato in un bosco deserto, Peter viene sorpreso dallo spuntare dalla terra di uno strano oggetto. 
Nel mentre, Olivia, dopo aver provato a parlare a Walter delle sue paure per l'imminente scomparsa dei suoi ricordi, confessa a Nina di non voler tornare indietro ed essere di nuovo un'Olivia che non si piace. La donna, però, dispiaciuta, promette a Olivia di starle sempre accanto e di instaurare nuovamente, laddove necessario, un rapporto con lei. Peter porta a casa lo strano oggetto e prova, invano, di attivarlo. Improvvisamente, però, dall'oggetto parte un fascio di luce che conduce Peter al piano di sopra: qui, con sorpresa, Peter si trova di fronte proprio a Settembre, che lo ringrazia per averlo aiutato a tornare. Di contro, Peter chiede a Settembre di aiutarlo a tornare indietro, e lui gli spiega come in realtà quella sia sempre casa sua, così come quella è sempre la sua Olivia, che grazie alle forti capacità empatiche sviluppate in seguito alla somministrazione del Cortexiphan, ora ha acquisito anche i ricordi della linea temporale di Peter. Tornando a casa, Olivia trova sotto al portone Peter che, ora con la consapevolezza di esser nel suo mondo, l'abbraccia e la bacia, pronto a stare ancora con lei.
- Altri interpreti: Michael Cerveris (Settembre), Michael Massee (Anson Carr)
- Curiosità: l'episodio ricorda le vicende del romanzo Il profumo di Patrick Süskind. In esso, un giovane con un olfatto prodigioso cerca di creare il profumo perfetto, uccidendo 12 giovani donne ed estraendo la loro essenza (ma probabilmente erano appunto feromoni). Alla fine riuscirà a crearlo, ma ne resterà vittima lui stesso.

## Nulla è come sembra
- Titolo originale: Nothing as It Seems
- Diretto da: Frederick E. O. Toye
- Scritto da: Jeff Pinkner e Akiva Goldsman

### Trama
A causa dei suoi ricordi confusi, Olivia viene esonerata per un periodo dalla Divisione Fringe mentre Peter, chiamato da Lincoln, si trova a collaborare a un caso già risolto nella sua linea temporale (episodio 1x13, The Transformation): l'agente infiltrato Bowman, in un volo che ha finito per schiantarsi al suolo, ha subito una strana trasformazione in una sorta di gigante porcospino. Fatta eccezione per il volo che, ora, è atterrato, la situazione è la stessa. Chiedendo aiuto a Olivia, Peter e Lincoln, mentre Walter svolge le analisi su Bowman, si trovano a collaborare per cercare il partner della vittima, scoprendo però che anche lui ha già subito la trasformazione. Tornati in laboratorio, Walter comincia a pensare che, dato il contatto, anche Lincoln ora sia contagiato, e, per precauzione, lo tiene con sé mentre Peter e Olivia si recano da Nina dove scoprono che, quel determinato protocollo, è stato cancellato e che all'epoca era sotto la direzione di Jones.
Tornati in laboratorio, dove Lincoln si sta sottoponendo alle cure di Walter, grazie a un campione di sangue perso proprio dall'agente, Peter scopre che questi esseri hanno le ali, cosa che li conduce al nuovo obiettivo: Walter ha infatti scoperto che per ultimare la trasformazione sono necessari grassi umani, così da portare la Divisione Fringe, ora senza Olivia, a un centro di chirurgia. Arrivati qui, grazie all'aiuto di Olivia rimasta in laboratorio, Peter riesce a trovare e a uccidere l'"uomo-porcospino", scatenando l'ira della ragazza che, una volta arrestata, nega di sapere chi si celi dietro l'operazione.
Il caso sembra momentaneamente risolto e Olivia, parlando con Broyles, viene nuovamente integrata nella Divisione Fringe.
Intanto, la sorella di Bowman convince il ragazzo a sottoporsi ai trattamenti per ultimare la trasformazione, mentre una nave-cargo sta trasportando molti esseri già trasformati.
- Altri interpreti: Neal Huff (Marshall Bowman), Gina Holden (Kate Hicks), Clark Middleton (Edward Markham), Gabrielle Rose (dott. Anderson)
- Peculiarità: trattandosi dello stesso caso dell'episodio 13 della prima stagione (Trasformazione), quest'episodio ha lo stesso incipit. Inoltre, nella scena finale ambientata sulla nave, tra le gabbie è possibile scorgere le creature degli episodi Bestia in libertà e Testa di serpente.

## Ogni cosa al suo posto
- Titolo originale: Everything In Its Right Place
- Diretto da: David Moxness
- Scritto da: J. R. Orci e Matt Pitts (soggetto); David Fury e J. R. Orci (sceneggiatura)

### Trama
Visti gli impegni dei suoi colleghi, Lincoln decide di andare nell'altro universo per collaborare con l'altra Olivia riguardo al caso Jones. Qui, Lincoln viene reso partecipe di un caso che, proprio grazie a lui, viene classificato come di interesse riguardo David Jones poiché Lincoln capisce che dietro le varie sparizioni si cela un mutaforma. Nonostante il volere del Colonnello Broyles, Lincoln rimane a collaborare con l'altro universo e a osservare come, nonostante un passato uguale, lui e l'altro Lincoln siano così diversi.
Grazie all'ennesima morte, gli agenti riescono a risalire all'ultimo mutaforma che viene preso grazie all'aiuto di Lincoln. In quel momento, Broyles aggiorna Nina Sharp dei progressi e dei successivi movimenti. Il mutaforma, infatti, dopo aver parlato con Lincoln, viene portato fuori per essere trasferito in centrale, ma durante il trasferimento, qualcuno spara ferendo il Lincoln dell'altro universo, che nonostante la ferita incita F-Olivia e Lincoln a proseguire senza di lui e li rassicura dicendo che se la caverà.
Grazie a Lincoln, il mutaforma decide di collaborare e F-Olivia, insieme alla sua divisione, riesce a catturare Nina e a risalire a un primo schema di David Jones.
In quel momento, però, arriva il comunicato che la ferita del Lincoln dell'altro universo era più grave di quanto sembrasse e non ce l'ha fatta.
Il caso è chiuso e Lincoln torna nel suo universo insieme al mutaforma, lasciato alle cure di Walter e Peter per aiutarlo e per permettere anche a loro di capire meglio il suo modo di essere.
F-Olivia dell'altro universo sta sistemando le cose del suo Lincoln, quando arriva Lincoln che, dandole sostegno, le chiede di poter rimanere lì per aiutarla riguardo al caso Jones, cosa che F-Olivia accetta di buon grado.
- Altri interpreti: Max Arciniega (Antonio Dawes), Tim Guinee (Rick Pearce), Biski Gugushe (Ted), Zahf Paroo (Bill)

## Il consulente
- Titolo originale: The Consultant
- Diretto da: Jeannot Szwarc
- Scritto da: Christine Lavaf

### Trama
In seguito ai funerali di Lincoln, F-Olivia chiede a Broyles di far controllare i membri della Divisione Fringe, sospettando che tra di loro ci sia una talpa. I risultati, però, non fanno emergere niente di utile.
Intanto, un incidente nell'altro universo porta Walter a collaborare con l'universo parallelo in quanto sembra che, per motivi ancora sconosciuti, catastrofi e morti successe in quell'universo si ripercuotano anche nel suo. Una volta nell'altro universo, Walter comincia a collaborare con F-Olivia mentre Jones, su una panchina lontano dagli occhi di tutti, prepara l'ennesimo colpo. A causa proprio di questa morte, grazie alla collaborazione di Peter e F-Olivia, anche nell'altro universo riescono a ricondurre Jones ai fatti che stanno accadendo, senza però capirne il motivo.
Intanto Broyles riceve l'inaspettata visita di Jones a casa sua, il quale, consegnandogli i farmaci per suo figlio, lo informa che presto dovrà fare una cosa per lui. L'indomani, infatti, Jones consegna al colonnello un dispositivo che quest'ultimo dovrà collegare alla macchina che permette il collegamento tra i due universi.
A casa di F-Olivia, Walter cerca di consolarla riguardo alla morte del suo partner e, inoltre, riesce ad aiutarla a scoprire chi sia la talpa: F-Olivia infatti, grazie a un bluff, riesce a far confermare da Nina Sharp che la talpa sia Broyles. L'indomani, il colonnello sembra sparito: è infatti diretto alla macchina. Mentre Broyles è sempre più vicino a portare a termine la sua missione, F-Olivia e Lee corrono per fermarlo, e, una volta qui, scoprono che il colonnello ha contattato Broyles dell'altro universo per costituirsi. L'uomo, dopo essersi scusato, viene condotto in prigione, dove Nina osserva attonita l'arrivo del complice.
Walter torna nel suo universo dove, chiamando in fretta Peter e Olivia, li informa della gravità della situazione: se il colonnello avesse collegato il marchingegno alla macchina, Jones non avrebbe limitato i danni solo a semplici incidenti, ma avrebbe addirittura potuto far collassare i due interi universi.
- Altri interpreti: Jared Harris (David Robert Jones), Curtis Harris (Christopher Broyles)

## Lettere di transito
- Titolo originale: Letters of Transit
- Diretto da: Joe Chappelle
- Scritto da: Akiva Goldsman, J. H. Wyman e Jeff Pinkner

### Trama
2036: il mondo è nelle mani degli Osservatori. Scopriamo che nel 2015 essi smisero di osservare e si spinsero ben oltre, uccidendo migliaia di persone e salendo al potere. Sono loro che controllano l'andamento delle cose; la nuova Divisione Fringe è sempre sotto il controllo di Broyles, che però è controllato da un osservatore di nome Windmark. I membri della Divisione Fringe sono Rick, ucciso da un ribelle, Etta e Simon Foster, i quali vogliono cercare i corpi della Divisione Fringe originale, perché si narra che in passato i suoi membri riuscirono a trovare un modo per fermare gli Osservatori. Il primo corpo ritrovato è quello di Walter, che, però, una volta fatto tornare in vita dalla sua protezione d'Ambra, sembra aver riportato dei danni cerebrali. Etta e Simon si rivolgono a Nina che, felice di rivedere il suo vecchio amico, dà ai ragazzi la chiave d'accesso alla vecchia Massive Dynamic, dove sono tenute parti del cervello di Walter. Una volta arrivati, Simon addormenta Walter per portare a termine l'operazione, ignaro del fatto che gli Osservatori si stanno avvicinando. Una volta risvegliatosi, Walter sembra rinsavito e, arrogante più che mai, conduce i ragazzi fuori per scampare agli Osservatori, utilizzando un congegno provvisto di antimateria, che annichilisce l'intero edificio e con esso gli uomini di Windmark. Walter porta i due agenti nel posto dove è nascosta la sua squadra, anch'essa bloccata nell'ambra. Una volta arrivati, però, Walter, Simon ed Etta riescono a liberare solo Astrid, in quanto il congegno utilizzato per liberare i membri della divisione Fringe dall'ambra è rotto. Un Walter particolarmente adirato osserva una delle figure intrappolate nell'ambra: è William Bell; Walter prega Astrid di non dire nulla. Intanto, dalla centrale hanno attivato il ricettore di Simon, a causa di ciò per salvare il mondo e liberare Peter, decide di prendere il suo posto, rimanendo bloccato nell'Ambra.
Broyles arriva sul posto, ma troppo tardi e nelle ricerche trova una liquirizia rossa, riconducendo l'indizio a Walter.
Su un vagone della metro Astrid domanda a Walter che ne sarà di Bell e lui afferma che rimanere bloccato nell'Ambra è quello che gli spetta per ciò che ha fatto a Olivia. Astrid obietta che comunque Bell è importante per il proseguimento del loro viaggio. Walter afferma che non c'è problema e le mostra la mano tagliata di William Bell, ancora imprigionata in un frammento d'ambra. Intanto Etta, addolorata per la perdita del compagno, guarda fuori dal finestrino, quando Peter si avvicina e le promette che libereranno Simon dall'ambra; la giovane gli chiede se sappia chi lei sia, al che Peter con grande meraviglia la riconosce: è Henrietta, sua figlia. I due si abbracciano.
- Altri interpreti: Henry Ian Cusick (Simon Foster), Ben Cotton (Henrietta Bishop),Georgina Haig  (Impound Clerk), Michael Kopsa (Capitano Windmark), Bradley Stryker (Rick)
- Curiosità: quando Walter, Etta e Simon vengono fermati per un controllo da una guardia, Walter cita la battuta "Questi non sono i droidi che state cercando", dal celebre film Guerre stellari, e la battuta  ''Io non sono un numero! Sono un uomo libero!'' meme della serie tv Il prigioniero.

## A un mondo di distanza
- Titolo originale: Worlds Apart
- Diretto da: Charles Beeson
- Scritto da: Graham Roland (soggetto); Matt Pitts e Nicole Phillips (sceneggiatura)

### Trama
In tutto il mondo si stanno verificando degli strani terremoti che, con sorpresa, coincidono nei due universi. Durante una riunione indetta da Walter, quest'ultimo espone il grave problema che Jones sta procurando: l'uomo vuole infatti far esplodere entrambi gli universi per creare un Big Bang con conseguente nascita di un nuovo universo dove lui governerebbe indisturbato sulle leggi della natura e della fisica. 
Preoccupati per la situazione, Olivia, Peter, Astrid, Walternativo e F-Olivia, cercano di capire come fermare i terremoti ma, durante le ricerche, Walter capisce un ulteriore dettaglio: Jones sta cercando un equilibrio tra i due universi per farli collidere. Grazie ad alcuni video amatoriali e alla testimonianza di un uomo nell'altro universo, Olivia risale a Nick Lane, un altro bambino suo compagno di asilo ai tempi della sperimentazione con il Cortexiphan, il quale sembra stia lavorando per Jones.
Grazie all'aiuto dell'altra versione di Nick e alle abilità di Olivia, la Divisione Fringe riesce a fermare l'ennesimo terremoto che, proprio Nick, si stava accingendo a scatenare ma, con sorpresa, scoprono che nel resto del mondo il fenomeno non si è fermato.
La Divisione Fringe deve trovare un modo per scampare a questo pericolo, mentre Peter si rende conto che forse chiudendo il ponte si può rallentare il piano di Jones, ma Olivia si oppone: vuole evitare di chiudere il ponte perché ciò porterebbe alla rottura dei legami tra universi e, soprattutto, finirebbe anche il miglioramento apportato dall'universo alternativo.
Olivia così decide di interrogare Nick; egli confessa di stimare Jones perché lo ha aiutato a gestire i suoi poteri, ma alla fine decide di collaborare con loro. Nick conduce così Olivia e i suoi uomini a un vecchio deposito dove, tempo prima, si incontrò con Jones: qui però Olivia e la sua squadra non trovano niente; scoprono altresì che era tutta una farsa architettata da Nick che, utilizzando il suo potere per sfuggire all'agente di guardia, è fuggito per portare a termine la sua opera.
I due universi si trovano pertanto costretti a chiudere il ponte. Peter usa l'interfaccia che lui e Walter hanno costruito alcune settimane prima e manda in sovraccarico la macchina, costringendo gli abitanti delle due realtà a dirsi addio. Lincoln decide di rimanere nell'altro universo a fianco dell'altra Olivia e Walter, confessa all'altro sé, di temere per la scomparsa di Peter.
Walternativo gli cita Marco Aurelio dicendo che forse loro faranno come il re filosofo che, dopo essere sopravvissuto a una guerra, passò il resto della vita a lavorare per il bene della sua gente.
Il sovraccarico è terminato e il ponte viene chiuso: i membri della Divisione Fringe alternativa spariscono e Walter, vedendo ancora Peter, gli va vicino e gli confessa che gli altri gli mancheranno moltissimo.
- Altri interpreti: David Call (Nick Lane), Pascale Hutton (Sally Clark)

## Il coraggio di un nuovo mondo, prima parte
- Titolo originale: Brave New World (Part 1)
- Diretto da: Joe Chappelle
- Scritto da: J. H. Wyman, Jeff Pinkner e Akiva Goldsman

### Trama
Una strana reazione, apparentemente al camminare o al muoversi, causa diverse e inspiegabili morti a una stazione. Sul posto si reca subito la Divisione Fringe che grazie alla genialità di Walter e all'aiuto dato da Jessica, una ragazza rimasta coinvolta nell'apparente dispersione di un virus, riesce a capire che dietro tutto c'è una nanotecnologia creata artificialmente. Creando in laboratorio una cura per Jessica e quanti altri come lei, Walter rimane stupito quando osserva Olivia che, messa di fronte al pericolo, riesce a gestire la situazione grazie al suo potere attivato dal Cortexiphan.
Mentre Peter e Olivia vengono messi al corrente del fatto che dietro tutto c'è Jones, Walter scopre che in realtà Jones sia manipolato da una mente superiore, quella di Bell. Nonostante anche Nina non creda alla sua versione e anche i registri del Saint Claire non mostrino un riscontro con la teoria di Walter, l'uomo continua le sue ricerche che lo portano sempre più vicino alla verità. Così, mentre Olivia e Peter si recano a un magazzino per spegnere alcuni satelliti che hanno appena attivato un fascio di luce tanto potente da poter distruggere Boston, Walter insieme ad Astrid si reca a un altro magazzino che, anni prima, Bell usava come deposito.
Peter e Olivia riescono a disattivare le antenne, ma Peter viene colto alle spalle e attaccato da Jones. Dall'altra parte del tetto Olivia raccoglie tutte le sue forze e riesce a manovrare Peter e a fargli vincere lo scontro con Jones che cade a terra per poi smaterializzarsi.
Walter arriva con Astrid al magazzino dove incontra una guardia che li informa che quanto da loro cercato non è più lì da anni. I due stanno per andarsene quando, attirato da strani rumori, Walter entra in una stanza. Qui incontrano nuovamente la guardia, questa volta accompagnata da altri uomini armati; Astrid riesce a colpirli e a fuggire ma nella fuga viene colpita e ferita gravemente, cadendo così tra le braccia di Walter. L'uomo, non sapendo cosa fare, rimane ancora più di stucco quando di fronte a sé trova il suo vecchio amico William Bell.
- Altri interpreti: Leonard Nimoy (William Bell), Jared Harris (David Robert Jones), Rebecca Mader (Jessica Holt), Samantha Noble (Dottoressa Benlo)
- Curiosità: nel momento in cui Peter e Olivia, su due piattaforme differenti devono ricalibrare le antenne, Peter cita la battuta del film Ghostbusters - Acchiappafantasmi "non incrociare i flussi", ma Olivia non capisce la battuta poiché in quella timeline il film non è mai esistito.

## Il coraggio di un nuovo mondo, seconda parte
- Titolo originale: Brave New World (Part 2)
- Diretto da: Joe Chappelle
- Scritto da: Jeff Pinkner, J. H. Wyman e Akiva Goldsman

### Trama
Olivia e Peter arrivano in laboratorio dove non trovano nessuno: poco dopo, la donna riceve una chiamata di Jessica la quale, terrorizzata, spinge l'agente ad andare a casa sua. A casa di Olivia, intanto, Settembre è immobilizzato. Arrivati a casa di Jessica, Peter e Olivia non trovano niente e nessuno se non uno strano buco a terra. Mentre stanno cercando in casa, Olivia riceve la chiamata di Broyles che la informa del ricovero di Astrid. Corsi in ospedale, la Divisione Fringe scopre che Walter è sparito, in cerca di William Bell e, ricostruendo tramite Astrid gli ultimi movimenti di Walter, Peter e Olivia arrivano al magazzino al porto. Qui, i due vedono Settembre fermo su un rialzo e, dopo essere stati minacciati da Jessica, capiscono che la donna lavora per Bell. Dopo aver ferito gravemente Settembre, Jessica scatena una reazione in Olivia che, inspiegabilmente, riesce a fermare i proiettili e a uccidere Jessica. Settembre, impressionato e ferito, parla con Olivia la quale gli dice di averlo già visto ferito, quella volta a teatro nella quale la informò che, in ogni futuro possibile, doveva morire. Sconvolto dalle parole della ragazza, l'Osservatore la informa che quel ricordo e quel passato in realtà non è per lui ancora accaduto (essendo per l'Osservatore un evento futuro) e, per saperne di più, sparisce lasciando attoniti Peter e Olivia. Per scoprire dove sia Walter, grazie anche l'aiuto di Nina, Peter riesce a far ritornare in vita Jessica la quale, dopo aver fatto capire ai presenti che il piano di Bell si sta attuando grazie alla forza scatenata da Olivia, lascia intendere che Walter si trovi su una nave.
Walter si trova effettivamente su una nave insieme a Bell il quale, mostrandogli le sue creature, gli dice di aver preso spunto dal suo piano originale di creare un nuovo mondo, piano in seguito al quale Walter decide di farsi recidere parti di cervello.
Con l'autorizzazione di Broyles, Peter, Olivia, Nina e altri membri del Dipartimento cominciano a sorvolare le acque alla ricerca della nave che, però, solo Peter riesce a vedere: la nave infatti, è ormai interamente nell'altro universo e Peter, essendo nato dall'altro lato, è in grado di vederla. Insieme a Olivia, Peter riesce a passare dall'altro lato e ad arrivare di fronte a William e Walter. Una volta di fronte all'uomo, Peter e Olivia provano a fargli cambiare idea ma, di contro, William informa i due che, ormai, il processo non è reversibile. In quel momento, non sapendo più cosa fare, Walter spara a Olivia, interrompendo così la collisione tra universi, facendo riapparire la nave nel suo universo e lasciando però scappare William.
Sconvolto, Peter non riesce a ragionare ma, grazie alle parole di Walter, riesce ad aiutare il padre che, grazie all'azione rigenerativa del Cortexiphan, riesce a estrarre il proiettile dalla testa di Olivia e a sistemare il tutto.
Broyles, concluso il caso, viene promosso a generale e, dopo aver ottenuto nuove sovvenzioni, offre un posto di lavoro a Nina.
In ospedale, Astrid si è ripresa e Peter corre da Olivia per mostrarle la casa che ha trovato per loro. La donna, felice, lo informa di essere incinta.
Walter è di nuovo nel suo laboratorio quando gli appare Settembre il quale gli dice di dover avvertire gli altri, perché "stanno per arrivare".
- Altri interpreti: Leonard Nimoy (William Bell), Michael Cerveris (Settembre), Rebecca Mader (Jessica Holt), Gerard Plunkett (Senatore James Van Horn)